# Bondoukou
Bondoukou este un oraș din Coasta de Fildeș. Este reședința regiunii Zanzan.